# Juliana de Mont Cornillon
Juliana de Mont Cornillon ou Juliana de Liège (Retinne, 13 de abril de 1193 – Fosses-la-Ville, 5 de abril de 1258) foi uma freira agostiniana do Convento de "Mont Cornillon". Ficou conhecida por promover a introdução da Festa de Corpus Christi no âmbito da Igreja Católica.
Aos 13 anos de idade optou pela vida religiosa, entrando para o convento de Mont Pelliers. Em 1209, passou a ter visões que solicitavam à Igreja uma festa em honra do Santíssimo Sacramento. Em 1230, confidenciou estas visões ao arcediago de Liège, que viria a ser o papa Urbano IV. Neste mesmo ano, a festa do Corpo de Cristo passou a ser celebrada em Liège.
Posteriormente, o papa Urbano IV, antes de falecer em 1264, instituiu a festa de Corpus Christi.
Juliana de Mont Cornellieu faleceu em 1258, de causas naturais.
Santa Juliana de Mont Cornillon foi canonizada em 1599 pelo Papa Clemente VIII.

## História
Juliana nasce entre 1191 e 1192 nos arredores de Liège, na atual Bélgica. É importante sublinhar esse lugar, porque naquele tempo a Diocese de Liège era, por assim dizer, um verdadeiro "cenáculo eucarístico". Antes de Juliana, insignes teólogos haviam ilustrado o valor supremo do Sacramento da Eucaristia e, sempre em Liège, havia grupos de mulheres generosamente dedicados ao culto eucarístico e à comunhão fervorosa. Guiadas por sacerdotes exemplares, viviam juntas, dedicando-se à oração e às obras de caridade.

## Convento de Mont-Cornillon
Órfã aos cinco anos, Juliana, com a irmã Agnese, foi confiada aos cuidados das monjas agostinianas do convento-leprosário de Mont-Cornillon. Foi educada especialmente por uma monja, de nome Sapienza, que acompanhou seu amadurecimento espiritual, até quando a própria Juliana recebeu o hábito religioso e tornou-se também ela monja agostiniana. Adquiriu uma notável cultura, a ponto de ler as obras dos Padres da Igreja em língua latina, em particular Santo Agostinho e São Bernardo. Além de uma vivaz inteligência, Juliana mostrava, desde o início, uma propensão particular para a contemplação; tinha um sentido profundo da presença de Cristo, que experimentava vivendo de modo particularmente intenso o Sacramento da Eucaristia e detendo-se frequentemente a meditar sobre as palavras de Jesus: "Eis que estou convosco todos os dias, até o fim do mundo" (Mt 28, 20).

## Visão
Aos 16 anos teve a primeira visão, que após repetiu-se mais vezes nas suas adorações eucarísticas. A visão apresentava a lua no seu pleno esplendor, com uma faixa escura que a atravessava diametralmente. O Senhor a fez compreender o significado disso que lhe havia aparecido. A lua simbolizava a vida da Igreja sobre a terra, a linha opaca representava, por sua vez, a ausência de uma festa litúrgica, para a instituição da qual era pedido a Juliana que trabalhasse de modo eficaz: uma festa, isto é, na qual os fiéis pudessem adorar a Eucaristia para aumentar a fé, avançar na prática das virtudes e reparar as ofensas ao Santíssimo Sacramento.
Por cerca de 20 anos, Juliana, que nesse meio tempo tornou-se a priora do convento, conservou em segredo essa revelação, que havia preenchido de alegria o seu coração. Depois, confiou-o a outras duas fervorosas adoradoras da Eucaristia, a beata Eva, que conduzia uma vida eremítica, e Isabella, que a havia conhecido no mosteiro de Mont-Cornillon. As três mulheres estabeleceram uma espécie de "aliança espiritual", com o propósito de glorificar o Santíssimo Sacramento. Desejaram envolver também um sacerdote muito estimado, Giovanni di Losanna, canônico na igreja de São Martinho em Liège, rogando-lhe que interpelasse teólogos e eclesiásticos sobre o quanto estava em seus corações. As respostas foram positivas e encorajadoras.
Aquilo que aconteceu a Juliana de Cornillon repete-se frequentemente na vida dos Santos: para ter a confirmação de que uma inspiração vem de Deus, é preciso sempre imergir-se na oração, saber esperar com paciência, buscar a amizade e o encontro com outras almas boas, e submeter tudo ao juízo dos Pastores da Igreja. Foi exatamente o Bispo de Liège, Roberto di Thourotte, que, após hesitações iniciais, acolheu a proposta de Juliana e das suas companheiras e instituiu, pela primeira vez, a solenidade de Corpus Domini na sua Diocese. Mais tarde, outros bispos o imitaram, estabelecendo a mesma festa nos territórios confiados aos seus cuidados pastorais.
Aos Santos, todavia, o Senhor pede frequentemente o superar das provas, para que a sua fé seja incrementada. Aconteceu também isso a Juliana, que teve que submeter-se à dura oposição de alguns membros do clero e do próprio superior do qual dependia o seu mosteiro. Então, por sua própria vontade, Juliana deixou o convento de Mont-Cornillon com algumas companheiras e, por dez anos, de 1248 a 1258, foi hospedada por vários mosteiros de irmãs cistercienses. Edificava a todos com a sua humildade, não tinha nunca palavras de crítica ou de reprovação para seus adversários, mas continuava a difundir com zelo o culto eucarístico. Morreu em 1258 em Fosses-La-Ville, na Bélgica, na cela onde estava exposto o Santíssimo Sacramento e, segundo as palavras do biógrafo, Juliana morreu contemplando com uma última explosão de amor Jesus Eucaristia, que tinha sempre amado, honrado e adorado.

## Solenidade de Corpus Christi
À boa causa da festa de Corpus Domini foi conquistado também Tiago Pantaléon di Troyes, que tinha conhecido a Santa durante seu ministério de arquidiácono em Liège. Foi exatamente ele que, tornado Papa com o nome de Urbano IV, em 1264, instituiu a solenidade do Corpus Domini como festa de preceito para a Igreja universal, na quinta-feira sucessiva a Pentecostes. Na Bula de instituição, intitulada Transiturus de hoc mundo (11 de agosto de 1264), Papa Urbano lembrava com discrição também as experiências místicas de Juliana, confirmando sua autenticidade, e escreve: "Embora a Eucaristia seja celebrada solenemente todos os dias, consideramos justo que, ao menos uma vez por ano, se faça mais honrosa e solene memória. As outras coisas, de fato, de que fazemos memória, nós as aproveitamos com o espírito e com a mente, mas não obtemos por isso a sua real presença. Por sua vez, nessa sacramental comemoração do Cristo, ainda que sob outra forma, Jesus Cristo está presente entre nós na própria substância. Enquanto estava prestes a ascender ao céu, disse: "Eis que estou convosco todos os dias, até o fim do mundo" (Mt 28, 20).
O Pontífice mesmo desejou dar o exemplo, celebrando a solenidade de Corpus Domini em Orvieto, cidade em que então morava. Foi por sua ordem que, na Matriz da Cidade, conservava-se — e conserva-se ainda — o célebre corporal com os traços do milagre eucarístico acontecido um ano antes, em 1263, em Bolsena. Um sacerdote, enquanto consagrava o pão e o vinho, foi tomado por fortes dúvidas sobre a presença real do Corpo e do Sangue de Cristo no Sacramento da Eucaristia. Milagrosamente, algumas gotas de sangue começaram a fluir da Hóstia consagrada, confirmando, desse modo, aquilo que nossa fé professa. Urbano IV pediu a um dos maiores teólogos da história, São Tomás de Aquino — que naquele tempo acompanhava o Papa e encontrava-se em Orvieto —, para compor os textos do ofício litúrgico dessa grande festa. Esses, ainda hoje em uso na Igreja, são obras-primas, em que se fundem teologia e poesia.

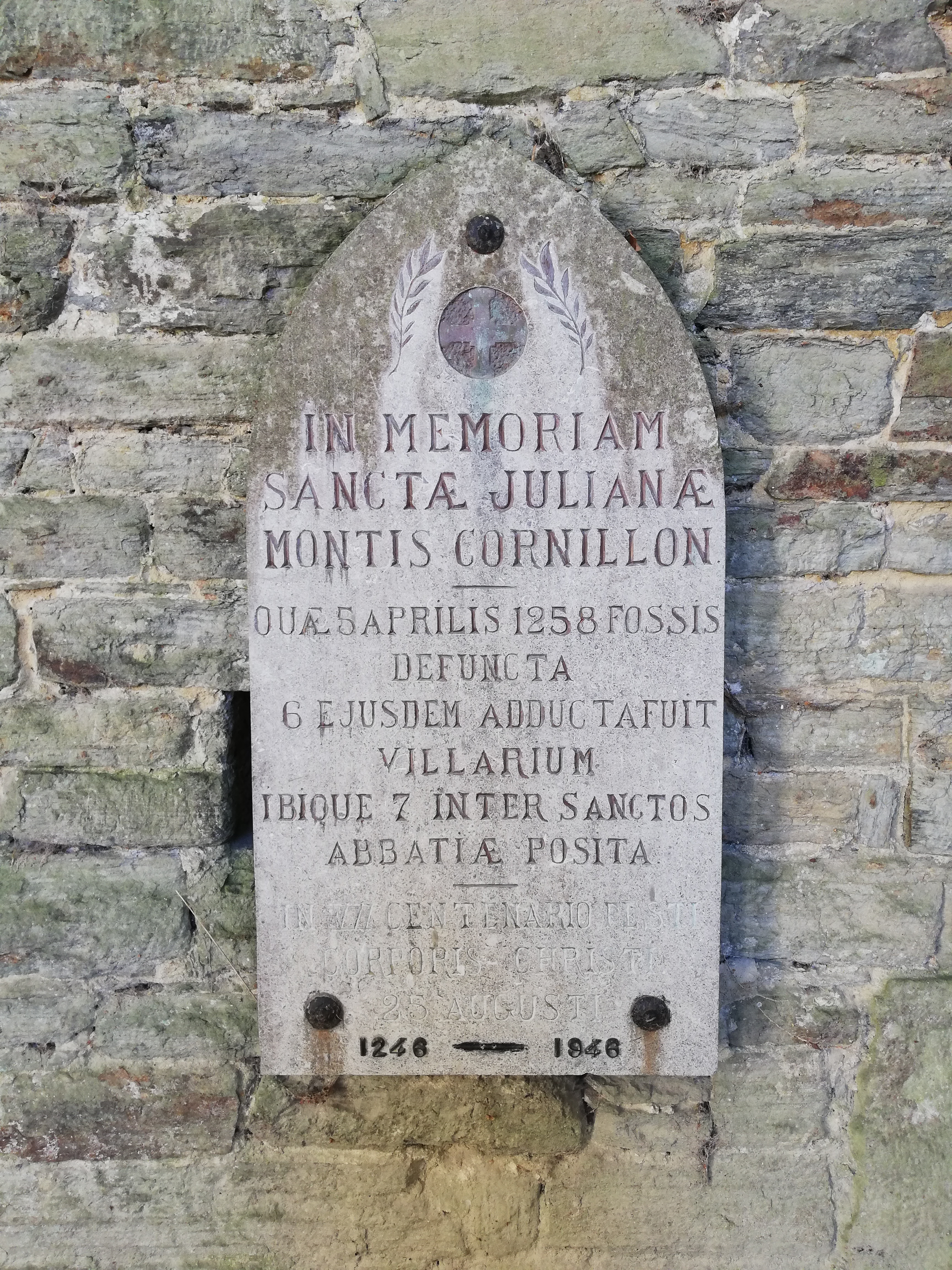
Estela em memória de Juliana de Cornillon na Abadia de Villers

Embora após a morte de Urbano IV a celebração da festa do Corpus Domini tenha sido limitada em algumas regiões da França, da Alemanha, da Hungria e da Itália setentrional, foi ainda um Pontífice, João XXII, que, em 1317, restaurou-a para toda a Igreja. Daí em diante, a festa sofreu um desenvolvimento maravilhoso, e é ainda muito querida pelo povo cristão. 